# Пино-д’Асти
Пино-д’Асти (итал. Pino d'Asti) — коммуна в Италии, располагается в регионе Пьемонт, в провинции Асти.
Население составляет 242 человека (2008), плотность населения составляет 60 чел./км². Занимает площадь 4 км². Почтовый индекс — 14020. Телефонный код — 011.
Покровительницей коммуны почитается Пресвятая Богородица, празднование 16 июля.

## Демография
Динамика населения:

## Администрация коммуны
- Официальный сайт: